# Ulf Kristofferson

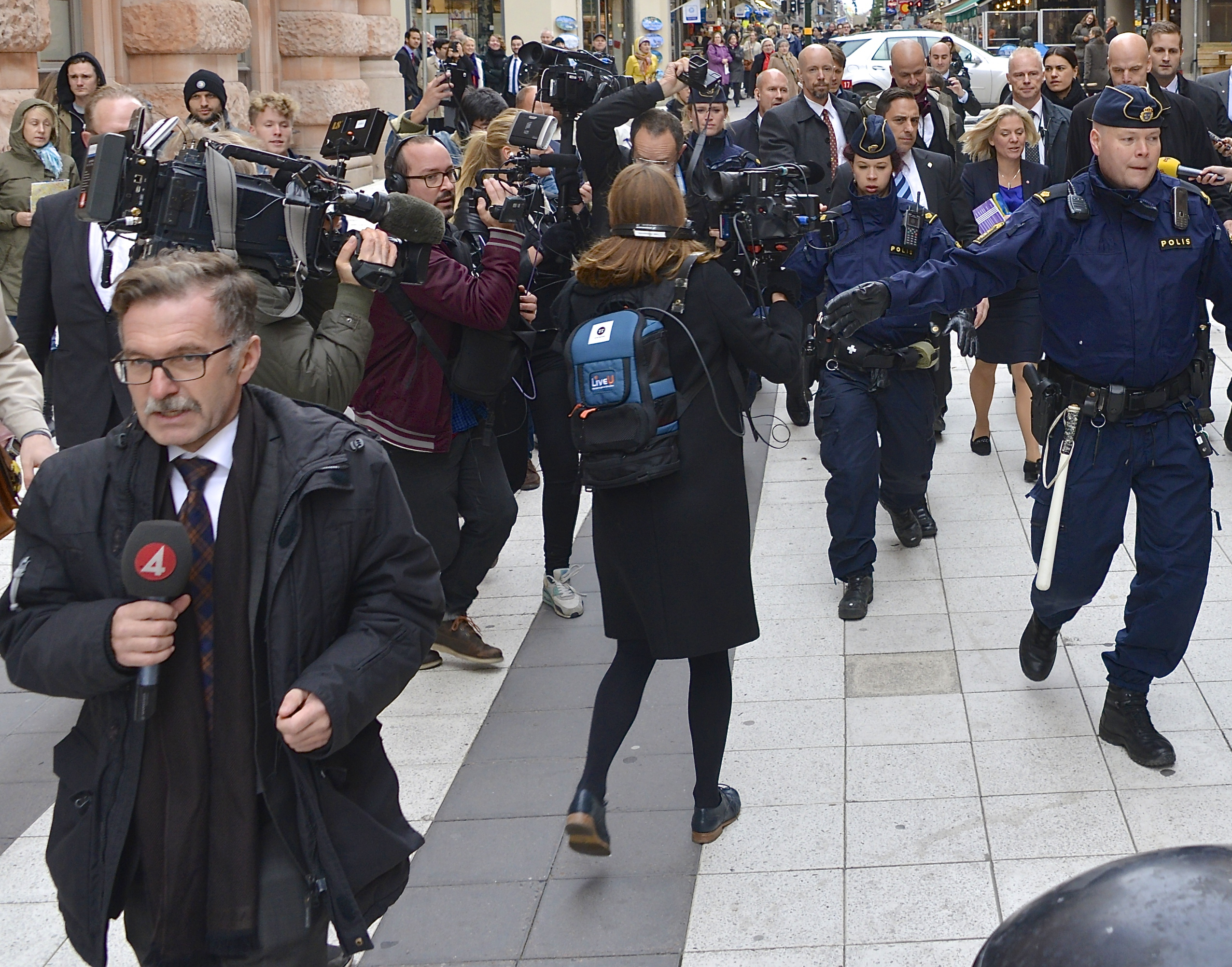
Kristofferson rapporterande från budgetpromenaden 2014.

Ulf Kristofferson, född 7 mars 1956 i Kungsbacka i Hallands län, är en svensk journalist och författare. Han medverkar som politisk reporter och kommentator på TV4Nyheterna.

## Biografi
Efter att ha läst journalistik i Göteborg 1980-1981 inledde Ulf Kristofferson sin journalistiska bana som reporter på Radio Göteborg och Ekot, Sveriges Radio i Göteborg. I början på 1980-talet var han även frilansjournalist på Reflex Reportage och reporter på kultur- och samhällsprogrammet Efter Åtta, som producerades av SR i Göteborg. 
Kristoffersons första tv-anställning var på SVT:s regionala program Nordnytt i Umeå 1985-1987. 1988 flyttade han till Stockholm och började som reporter och programledare på SR Ekots centralredaktion. 1990 rekryterades han från Ekot till SVT:s Rapport för att bli programledare och redaktör för en nystartad sändning på sen kvällstid. Kristofferson var också programledare för Rapports huvudsändning kl 19.30.
1992 värvades Ulf Kristofferson av TV3 för att tillsammans med Stina Dabrowski leda det nya programmet Halv 8. Efter det arbetade han som programledare för SR:s aktualitetsprogram Direkt i P1 och på Radio Stockholm, som programledare och kanalproducent för 103,3. 1994 deltog Kristofferson i premiären för kommersiell radio i Sverige, som producent och redaktionssekreterare på Storstadsradion, där han tillsammans med Staffan Dopping ansvarade för ett dagligt aktualitetsmagasin.
Kristofferson var från januari 1995 till april 2022 anställd på TV4. Under merparten av den tiden var Kristofferson politisk reporter och kommentator. Från och med maj 2022 bedriver Kristofferson sitt arbete som frilans via bolaget Kristofferson Media AB. Kristofferson medverkar fortfarande i TV4 som politisk reporter och kommentator.

## Uppmärksammade intervjuer
Flera av de intervjuer som Ulf Kristofferson gjort med ledande politiker har rönt stor uppmärksamhet. Ett exempel är den intervju med utrikesminister Carl Bildt som direktsändes i TV4Nyheterna kl 19 den 7 januari 2007. Intervjun handlade om Bildts innehav av optioner i Lundins investmentbolag Vostok Nafta, bolagets koppling till ryska Gazprom och regeringens hantering av planerna på att bygga en gasledning genom Östersjön. Efter intervjun var Bildt irriterad över hur Kristofferson hade formulerat sina frågor. Dagen efter kallade Bildt till presskonferens på UD, där ordväxlingen fortsatte. Efter det fortsatte Kristofferson att granska utrikesministerns ekonomiska intressen och några veckor senare avslöjade han att Carl Bildt i strid mot reglerna inte hade redovisat alla sina optioner i det amerikanska investmentbolaget Legg Mason. Bildt tillbakavisade först uppgifterna, men medgav efter några dagar att TV4 hade rätt. I Expressen konstaterade skribenten Ingvar Hedlund att utrikesminister Carl Bildt för första gången på ett decennium ”gör en pudel”. Avslöjandet följdes upp av riksdagens konstitutionsutskott, som efter avslutad granskning kritiserade Carl Bildt för att han inte hade redovisat hela sitt optionsinnehav i Legg Mason.
I november 2010 hamnade Ulf Kristofferson i nyhetsfokus sedan Sverigedemokraternas partiledare Jimmie Åkesson i ett tv-program kallat honom för "rövskalle". Uttalandet fanns med i SVT-dokumentären Sverigedemokraterna - vägen till riksdagen som sändes den 11 november 2010 och återgavs även i Rapport samma kväll. I dokumentären filmar SVT-teamet ett samtal som Åkesson har med en av sina medarbetare efter en pressträff om Sverigedemokraternas valmanifest, Åkesson är irriterad över att Kristofferson har pressat honom på besked om siffror, konstaterar att intervjun har gått ”käpprätt åt helvete” och säger: "Någon måste ju avbryta en sådan rövskalle när han står och liksom är direkt oförskämd..." Flera medier uppmärksammade Åkessons angrepp på Kristofferson och TT:s text i ämnet publicerades i de flesta dagstidningar i Sverige. Händelsen inspirerade också motståndare till Sverigedemokraterna att trycka upp en t-shirt med texten ”Jag är en rövskalle – Öppenhet och Nytänkande”.

## Bokproduktion
Vid årsskiftet 2005-2006 var Kristofferson tjänstledig från TV4 under ett halvår för att skriva en bok om Moderaternas partiledare Fredrik Reinfeldt. Boken ”Fredrik Reinfeldt – i huvudrollen”, utgiven på Bonnier Fakta i april 2006, uppmärksammades i både svenska och internationella medier. Under rubriken ”Reinfeldt explained” skrev The Economist: ”A recent biography by a veteran television reporter, Ulf Kristofferson, did much to enlighten Swedes.”. Expressen uppmärksammade boken på löpsedeln, förstasidan och flera uppslag inne i tidningen. Innehållet i boken har även legat till grund för längre reportage om Fredrik Reinfeldt i TV4. 

## Övrigt
Sedan 2009 är Kristofferson styrelseledamot i Riksdagsjournalisternas förening och i september 2023 valdes han till ordförande i föreningen. Han har varit ordförande i TV4:s vinstandelsstiftelse och suttit i TV4:s bolagsstyrelse, som personalrepresentant för Journalistklubben. Kristofferson är aktiv på Facebook och Twitter.